# Intendência-Geral da Polícia da Corte e do Reino
A Intendência-Geral da Polícia da Corte e do Reino, sob a dependência da Secretaria de Estado dos Negócios Interiores do Reino, foi o órgão central de polícia de Portugal, entre 1760 e 1833. Tinha, como função, coordenar as atribuições policiais exercidas pelos magistrados judiciais. Os intendentes-gerais da Polícia da Corte e do Reino tornaram-se dos magistrados mais poderosos do Reino, com poderes alargados nas áreas judicial, policial e, até, de assistência social. O titular tinha como atribuição a chefia da polícia e da segurança pública em todo o território do Reino. Era um verdadeiro Ministro da Polícia, como o existente na França entre 1796 e 1815.
O Alvará, com força de lei, de 25 de junho de 1760 regulamentou as funções do cargo em Portugal, entre as quais estavam previstas a fiscalização dos corregedores e ministros criminais, a prevenção e repressão da delinquência criminal e a superintendência do controle da população móvel e de estrangeiros. A essas se acrescentaram a proteção da pessoa do soberano e da sua família, a vigilância quanto à ação de espiões e o combate às ideias liberais consideradas subversivas, oriundas da Revolução Francesa.
No Brasil, o cargo foi criado pelo Alvará de 10 de maio de 1808, logo após a chegada da família real portuguesa, mantendo a vigência das disposições do Alvará de 1760.
Tornaram-se famosos pela atuação como Intendentes Gerais de Polícia, Diogo Inácio de Pina Manique (1777–1805), em Portugal, Paulo Fernandes Viana (1808–1821) e Francisco Alberto Teixeira de Aragão (1824–1827), no Brasil.

## Funções
O Alvará de 25 de junho de 1760 conferia, aos intendentes-gerais da Polícia, as seguintes competências e atribuições:
1) Ampla e ilimitada jurisdição em matéria de polícia sobre todos os Ministros Criminais e Civis;
2) Fazer observar as leis e regimentos estabelecidos para a polícia da Corte e de todo o Reino;
3) Encaminhar os autos conclusos dos processos criminais aos juízes da Relação (ou Justiça da Corte);
4) Superintender, supervisionar e inspecionar:
- os corregedores e juízes do crime quanto ao cumprimento diligente de suas obrigações relacionadas com as Ordenações do Reino e Leis Extravagantes,
- as atividades de registro de moradores de cada bairro e o cadastramento dos ociosos e libertinos,
- a vigilância sobre pessoas com probabilidade de delinquir,
- o controle da locação de imóveis, impedindo-se que sejam habitados por vadios, jogadores profissionais ou pessoas de mau procedimento,
- a observância das disposições legais para a mudança de pessoas de uma para outra residência,
- a fiscalização da entrada e permanência de nacionais ou estrangeiros no território do Reino,
- o controle sobre as atividades de estalajadeiros, taverneiros, vendeiros ou quaisquer outras pessoas que forneçam hospedagem em estabelecimentos públicos,
- a fiscalização da entrada de navios nacionais ou estrangeiros na barra ou no porto,
- o controle de viajantes quanto ao porte do bilhete de entrada (autorização),
- o trabalho de expedição de passaporte, o seu uso, bem como a fiscalização dos viajantes clandestinos,
- a concessão da licença para mendicantes.

Sob a tutela da Intendência-Geral da Polícia, foram criadas a Casa Pia de Lisboa, em 1780 e a Guarda Real da Polícia, em 1801.

## História
1760 – Criação da Intendência-Geral da Polícia da Corte e do Reino, sob o impulso do Marquês de Pombal, através do alvará com força de lei de 25 de junho;
1780 – Por iniciativa do intendente-geral da Polícia Pina Manique, é criada sob sua tutela, por decreto de 3 de junho, a Real Casa Pia de Lisboa, para integração e formação profissional de jovens pobres com atividades irregulares ou marginais;
1801 – Por decreto de 10 de dezembro, é criada a Guarda Real da Polícia, uma força militarizada de segurança pública, dependente da Intendência-Geral da Polícia;
1808 – Em virtude da transferência da Família Real Portuguesa para o Rio de Janeiro, é aí criada a Intendência Geral de Polícia da Corte e do Estado do Brasil, segundo o modelo direto da Intendência-Geral da Polícia da Corte e do Reino, seguindo os mesmos regulamentos e com as mesmas competências;
1833 – O decreto de 16 de maio de 1832 do governo liberal sedeado em Angra, determina que as competências de polícia geral passassem a ser exercidas pelos prefeitos de cada província, sendo, pouco depois, extinta a Intendência-Geral da Polícia da Corte e do Reino.